# Perissomastix pantsa
Perissomastix pantsa är en fjärilsart som beskrevs av László Anthony Gozmány. Perissomastix pantsa ingår i släktet Perissomastix och familjen äkta malar. Inga underarter finns listade i Catalogue of Life.